# Arrondissement Bar-sur-Aube
Das Arrondissement Bar-sur-Aube ist eine Verwaltungseinheit des Départements Aube in der französischen Region Grand Est. Unterpräfektur ist Bar-sur-Aube.
Im Arrondissement liegen drei Wahlkreise (Kantone) und (seit 2018) 108 Gemeinden.

## Wahlkreise
- Kanton Bar-sur-Aube
- Kanton Brienne-le-Château (mit 43 von 53 Gemeinden)
- Kanton Vendeuvre-sur-Barse (mit 17 von 37 Gemeinden)

## Gemeinden
| 1. Ailleville (10002)                 | 2. Amance (10005)                     | 3. Arconville (10007)             | 4. Argançon (10008)                      |
| 5. Arrembécourt (10010)               | 6. Arrentières (10011)                | 7. Arsonval (10012)               | 8. Aulnay (10017)                        |
| 9. Bailly-le-Franc (10026)            | 10. Balignicourt (10027)              | 11. Baroville (10032)             | 12. Bar-sur-Aube (10033)                 |
| 13. Bayel (10035)                     | 14. Bergères (10039)                  | 15. Bétignicourt (10044)          | 16. Beurey (10045)                       |
| 17. Blaincourt-sur-Aube (10046)       | 18. Blignicourt (10047)               | 19. Bligny (10048)                | 20. Bossancourt (10050)                  |
| 21. Braux (10059)                     | 22. Brienne-la-Vieille (10063)        | 23. Brienne-le-Château (10064)    | 24. Chalette-sur-Voire (10073)           |
| 25. Champignol-lez-Mondeville (10076) | 26. Champ-sur-Barse (10078)           | 27. Chaumesnil (10093)            | 28. Chavanges (10094)                    |
| 29. Colombé-la-Fosse (10102)          | 30. Colombé-le-Sec (10103)            | 31. Courcelles-sur-Voire (10105)  | 32. Couvignon (10113)                    |
| 33. Crespy-le-Neuf (10117)            | 34. Dienville (10123)                 | 35. Dolancourt (10126)            | 36. Donnement (10128)                    |
| 37. Éclance (10135)                   | 38. Engente (10137)                   | 39. Épagne (10138)                | 40. Épothémont (10139)                   |
| 41. Fontaine (10150)                  | 42. Fravaux (10160)                   | 43. Fresnay (10161)               | 44. Fuligny (10163)                      |
| 45. Hampigny (10171)                  | 46. Jasseines (10175)                 | 47. Jaucourt (10176)              | 48. Jessains (10178)                     |
| 49. Joncreuil (10180)                 | 50. Juvancourt (10182)                | 51. Juvanzé (10183)               | 52. Juzanvigny (10184)                   |
| 53. La Chaise (10072)                 | 54. La Loge-aux-Chèvres (10200)       | 55. La Rothière (10327)           | 56. La Villeneuve-au-Chêne (10423)       |
| 57. Lassicourt (10189)                | 58. Lentilles (10192)                 | 59. Lesmont (10193)               | 60. Lévigny (10194)                      |
| 61. Lignol-le-Château (10197)         | 62. Longpré-le-Sec (10205)            | 63. Longchamp-sur-Aujon (10203)   | 64. Magnicourt (10214)                   |
| 65. Magny-Fouchard (10215)            | 66. Maison-des-Champs (10217)         | 67. Maisons-lès-Soulaines (10219) | 68. Maizières-lès-Brienne (10221)        |
| 69. Mathaux (10228)                   | 70. Meurville (10242)                 | 71. Molins-sur-Aube (10243)       | 72. Montier-en-l’Isle (10250)            |
| 73. Montmartin-le-Haut (10252)        | 74. Montmorency-Beaufort (10253)      | 75. Morvilliers (10258)           | 76. Pars-lès-Chavanges (10279)           |
| 77. Pel-et-Der (10283)                | 78. Perthes-lès-Brienne (10285)       | 79. Petit-Mesnil (10286)          | 80. Précy-Notre-Dame (10303)             |
| 81. Précy-Saint-Martin (10304)        | 82. Proverville (10306)               | 83. Puits-et-Nuisement (10310)    | 84. Radonvilliers (10313)                |
| 85. Rances (10315)                    | 86. Rosnay-l’Hôpital (10326)          | 87. Rouvres-les-Vignes (10330)    | 88. Saint-Christophe-Dodinicourt (10337) |
| 89. Saint-Léger-sous-Brienne (10345)  | 90. Saint-Léger-sous-Margerie (10346) | 91. Saulcy (10366)                | 92. Soulaines-Dhuys (10372)              |
| 93. Spoy (10374)                      | 94. Thil (10377)                      | 95. Thors (10378)                 | 96. Trannes (10384)                      |
| 97. Unienville (10389)                | 98. Urville (10390)                   | 99. Vallentigny (10393)           | 100. Vauchonvilliers (10397)             |
| 101. Vendeuvre-sur-Barse (10401)      | 102. Vernonvilliers (10403)           | 103. Villeret (10424)             | 104. Ville-aux-Bois (10411)              |
| 105. Ville-sous-la-Ferté (10426)      | 106. Ville-sur-Terre (10428)          | 107. Voigny (10440)               | 108. Yèvres-le-Petit (10445)             |

## Neuordnung der Arrondissements 2018

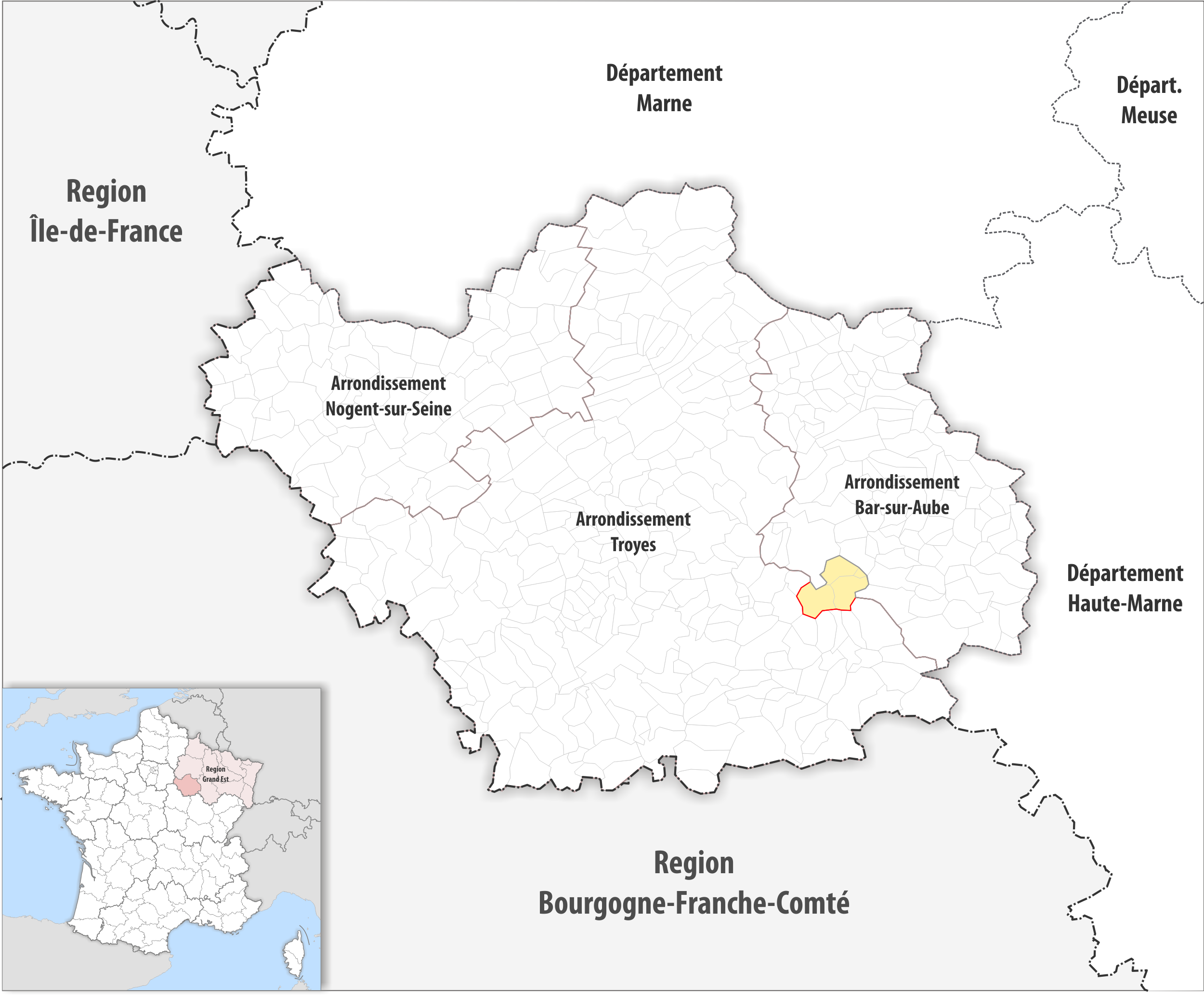
Arrondissementsanpassungen im Jahr 2018

Durch die Neuordnung der Arrondissements im Jahr 2018 wurden die Fläche der vier Gemeinden Beurey, Longpré-le-Sec, Montmartin-le-Haut und Puits-et-Nuisement vom Arrondissement Troyes dem Arrondissement Bar-sur-Aube zugewiesen.